# Montigny-sur-Aube
Montigny-sur-Aube és un municipi francès, situat al departament de la Costa d'Or i a la regió de Borgonya - Franc Comtat. L'any 2007 tenia 320 habitants.

## Demografia

### Població
El 2007 la població de fet de Montigny-sur-Aube era de 320 persones. Hi havia 148 famílies, de les quals 52 eren unipersonals (28 homes vivint sols i 24 dones vivint soles), 56 parelles sense fills, 32 parelles amb fills i 8 famílies monoparentals amb fills.
La població ha evolucionat segons el següent gràfic:
Habitants censats

### Habitatges
El 2007 hi havia 218 habitatges, 146 eren l'habitatge principal de la família, 43 eren segones residències i 28 estaven desocupats. 193 eren cases i 24 eren apartaments. Dels 146 habitatges principals, 96 estaven ocupats pels seus propietaris, 39 estaven llogats i ocupats pels llogaters i 11 estaven cedits a títol gratuït; 14 tenien una cambra, 3 en tenien dues, 16 en tenien tres, 35 en tenien quatre i 78 en tenien cinc o més. 45 habitatges disposaven pel capbaix d'una plaça de pàrquing. A 60 habitatges hi havia un automòbil i a 49 n'hi havia dos o més.

### Piràmide de població
La piràmide de població per edats i sexe el 2009 era:
| Homes | Edats   | Dones |
| ----- | ------- | ----- |
| 0     | 95 o +  | 4     |
| 0     | 90 a 94 | 0     |
| 8     | 85 a 89 | 4     |
| 4     | 80 a 84 | 4     |
| 4     | 75 a 79 | 8     |
| 4     | 70 a 74 | 8     |
| 12    | 65 a 69 | 12    |
| 20    | 60 a 64 | 0     |
| 8     | 55 a 59 | 20    |
| 4     | 50 a 54 | 12    |
| 20    | 45 a 49 | 8     |
| 12    | 40 a 44 | 16    |
| 20    | 35 a 39 | 12    |
| 12    | 30 a 34 | 8     |
| 12    | 25 a 29 | 12    |
| 8     | 20 a 24 | 0     |
| 8     | 15 a 19 | 8     |
| 12    | 10 a 14 | 4     |
| 4     | 5 a 9   | 8     |
| 12    | 0 a 4   | 16    |

## Economia
El 2007 la població en edat de treballar era de 189 persones, 135 eren actives i 54 eren inactives. De les 135 persones actives 116 estaven ocupades (65 homes i 51 dones) i 19 estaven aturades (9 homes i 10 dones). De les 54 persones inactives 26 estaven jubilades, 11 estaven estudiant i 17 estaven classificades com a «altres inactius».

### Ingressos
El 2009 a Montigny-sur-Aube hi havia 140 unitats fiscals que integraven 318 persones, la mediana anual d'ingressos fiscals per persona era de 15.350 €.

### Activitats econòmiques
Dels 20 establiments que hi havia el 2007, 2 eren d'empreses alimentàries, 3 d'empreses de fabricació d'altres productes industrials, 3 d'empreses de construcció, 2 d'empreses de comerç i reparació d'automòbils, 3 d'empreses de transport, 2 d'empreses de serveis, 3 d'entitats de l'administració pública i 2 d'empreses classificades com a «altres activitats de serveis».
Dels 8 establiments de servei als particulars que hi havia el 2009, 1 era una oficina d'administració d'Hisenda pública, 1 gendarmeria, 1 oficina de correu, 1 fusteria, 1 lampisteria, 1 electricista, 1 perruqueria i 1 veterinari.
Dels 2 establiments comercials que hi havia el 2009, 1 era una botiga de menys de 120 m² i 1 una fleca.
L'any 2000 a Montigny-sur-Aube hi havia 8 explotacions agrícoles que ocupaven un total de 910 hectàrees.

## Equipaments sanitaris i escolars
L'únic equipament sanitari que hi havia el 2009 era una farmàcia.
El 2009 hi havia una escola elemental integrada dins d'un grup escolar amb les comunes properes formant una escola dispersa.

## Poblacions més properes
El següent diagrama mostra les poblacions més properes.